# Alchemilla compta
Alchemilla compta es una especie de planta del género Alchemilla, perteneciente a la familia Rosaceae.

## Taxonomía
Alchemilla compta fue descrita por Robert Buser en 1901.

## Distribución
Se encuentra en el territorio de Austria, Italia y Suiza.